# Juho Kustaa Kyyhkynen

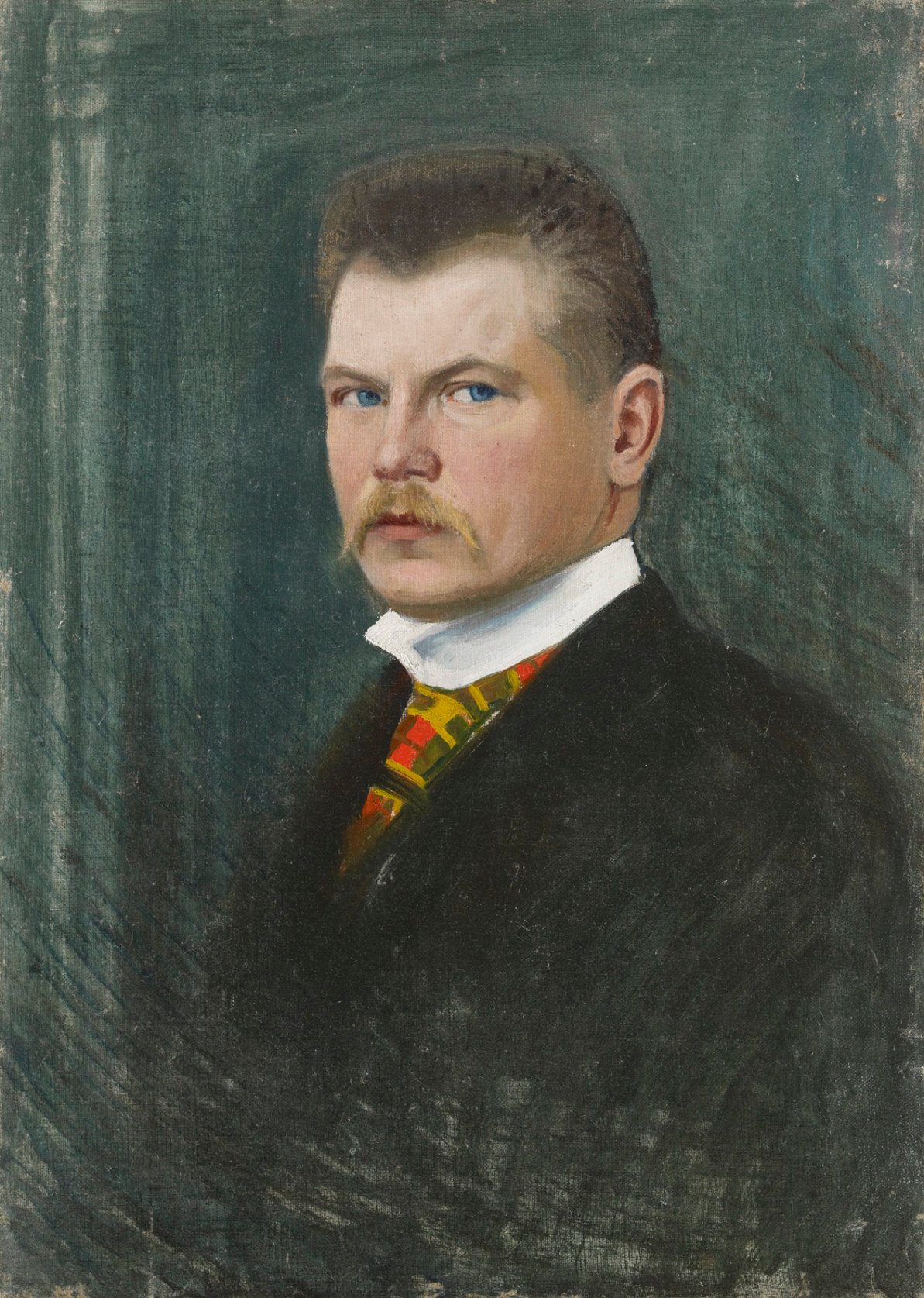
Juho Kustaa Kyyhkynen, självporträtt.

Juho (Johan) Kustaa Kyyhkynen, född 24 oktober 1875 i Kemijärvi, död 27 oktober 1909 i Rovaniemi, var en finländsk målare. 
Kyyhkynen studerade 1894–1897 och 1902 vid Finska konstföreningens ritskola samt företog en studieresa till Paris. Han ställde ut första gången 1896. Med ateljé i Kemijärvi hörde han till de första i Lappland födda konstnärer som skildrade den lapska naturen och folket samt var en av de första från Lappland som hade fått konstnärlig yrkesutbildning. Han målade romantiskt färgmättade fjällmotiv och tekniskt inte alltid så väl genomförda figurbilder. Han omkom genom ett vådaskott under en jaktfärd. 